# سفارة إريتريا في لندن
سفارة إريتريا في لندن هي البعثة الدبلوماسية لإريتريا في المملكة المتحدة وأيرلندا.

## معرض صور

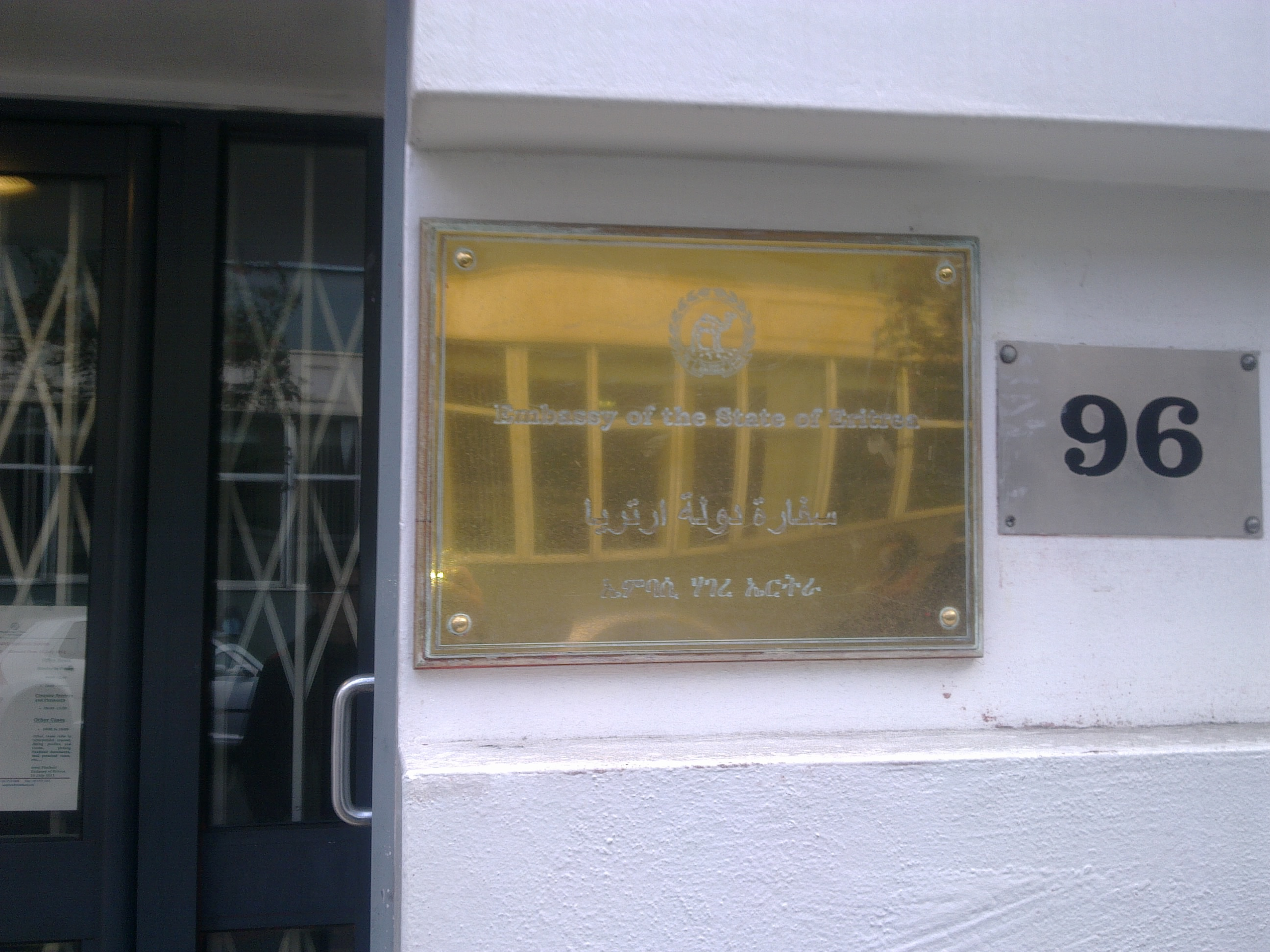
لوحة خارج السفارة باللغات العربية والإنجليزية والتغرينية تصور شعار إريتريا

## روابط خارجية
- موقع رسمي